# Kyle Cooper
Kyle Cooper (* 13. Juli 1962 in Salem, Massachusetts) ist ein US-amerikanischer Grafikdesigner, der vor allem für seine Titelsequenzen in Filmen wie Die Mumie oder Spider-Man internationale Bekanntheit erlangte.

## Werdegang
Cooper studierte Grafikdesign an der Yale School of Art und erlangte dort den Master of Fine Arts (MFA). Er war bereits als Regisseur von Werbespots bekannt und begann seine Karriere bei R/Greenberg Associates in New York und Los Angeles. Mit seiner Arbeit am Vorspann zum Thriller Sieben feierte Cooper 1995 seinen ersten Erfolg. Er gründete mit seinen Kollegen Chip Houghton und Peter Frankfurt in Hollywood die Firma Imaginary Forces, spezialisierte sich aber später mit Prologue Films explizit auf die Arbeit an Grafiksequenzen für Filme und Computerspiele.
Mit dem Film New Port South gab Cooper im Jahr 2001 sein Debüt als Regisseur. Das High-School-Drama floppte aber an den Kinokassen. Als Editor war er für seine Arbeit an den Oscarverleihungen 2002, 2005 und 2007 für einen Emmy nominiert. 2009 gewann er den Emmy in der Kategorie Outstanding Short Form Picture Editing für seine Mitarbeit an der Oscarverleihung 2009. Als Designer der Alptraumsequenz in der Shakespeare-Verfilmung Titus war er 1999 für einen Golden Satellite Award nominiert. Das Titeldesign für die Serie American Horror Story brachte Cooper 2012, 2013 und 2015 Nominierungen für den Emmy ein.
Cooper ist Mitglied der Alliance Graphique Internationale und die Royal Society of Arts ehrte ihn 2001 als Royal Designers for Industry.

## Auszeichnungen
- 2009: Primetime Emmy Award – Outstanding Short Form Picture Editing
- 2018: Locarno Festival – Vision Award

## Wirken

### Filme (Auswahl)
- 1990: Kevin – Allein zu Haus
- 1993: Carlito’s Way
- 1994: True Lies
- 1995: Nixon
- 1995: Braveheart
- 1995: Sieben
- 1996: Mission: Impossible
- 1996: Die Insel des Dr. Moreau
- 1996: Twister
- 1997: Flubber
- 1997: Donnie Brasco
- 1997: Gattaca
- 1999: Die Mumie
- 1999: Three Kings
- 1999: Arlington Road
- 2001: Die Mumie kehrt zurück
- 2001: K-Pax
- 2001: Zoolander
- 2002: Minority Report
- 2002: Spider-Man
- 2003: Identität
- 2004: Dawn of the Dead
- 2004: Spider-Man 2
- 2004: Godzilla: Final Wars
- 2005: Kiss Kiss Bang Bang
- 2005: The New World
- 2006: Superman Returns
- 2007: Spider-Man 3
- 2008: Operation Walküre – Das Stauffenberg-Attentat
- 2008: Iron Man
- 2008: Tropic Thunder
- 2008: Der unglaubliche Hulk
- 2009: Sherlock Holmes
- 2010: Iron Man 2
- 2010: Tron: Legacy
- 2010: A Nightmare on Elm Street
- 2010: Robin Hood
- 2011: Mission: Impossible – Phantom Protokoll
- 2011: The Tree of Life
- 2011: Rango
- 2011: Thor
- 2011: Sherlock Holmes: Spiel im Schatten
- 2012: To the Wonder
- 2012: Argo
- 2012: Total Recall
- 2013: World War Z
- 2013: Das erstaunliche Leben des Walter Mitty
- 2013: Iron Man 3
- 2013: Oblivion
- 2014: X-Men: Zukunft ist Vergangenheit
- 2014: Godzilla
- 2015: Black Mass
- 2016: Star Trek Beyond
- 2016: Live by Night
- 2016: X-Men: Apocalypse
- 2016: A Cure for Wellness
- 2016: Star Wars: Rogue One
- 2017: Die Schöne und das Biest
- 2017: Kong: Skull Island
- 2017: Mother!
- 2017: Suburbicon
- 2018: The Commuter
- 2018: Pacific Rim: Uprising
- 2019: 6 Underground
- 2019: Godzilla: King of the Monsters
- 2020: Verliebt im Schnee – Ein Winter in Colorado (Winter in Vail, Fernsehfilm)

### Fernsehserien (Auswahl)
| - 1993: Homicide - 2001: Band of Brothers – Wir waren wie Brüder - 2003: Angels in America - 2010: The Walking Dead - 2011: American Horror Story - 2012: Vegas - 2012: Elementary - 2013: Mob City - 2015: Scream Queens - 2015: Battle Creek - 2015: Limitless - 2017: Feud - 2019: Lodge 49 |

### Videospiele
- 2001: Metal Gear Solid 2: Sons of Liberty
- 2004: Metal Gear Solid 3: Snake Eater
- 2005: Darkwatch
- 2006: Scarface: The World Is Yours
- 2015: Metal Gear Solid V: The Phantom Pain
- 2019: Resident Evil 2
- 2019: Death Stranding